# Ryan Sheckler
Ryan Sheckler (San Clemente, Califórnia, 30 de dezembro de 1989) é um skatista profissional, e estrela do reality show da MTV, Life of Ryan estadunidense.

## Biografia
Sheckler nasceu em La Palma (Califórnia). Quando tinha apenas 18 meses de idade começou a aprender a andar de skate ao lado do pai, Randy Sheckler, que é old school.
Desde os seis anos de idade, passa até 22 horas por semana praticando manobras de skate. Ele desenvolveu sua própria manobra chamada Sheck-lair - um kickflip indy flyout.

## Carreira
A carreira de Sheckler começou a tomar forma durante o verão de 1995, quando seu pai construiu um skatepark para a família. Alguns anos mais tarde, ele se juntou ao CASL (California Amateur Skateboarding League), entrou em uma de suas competições e ganhou.
Tony Hawk frequentou o CASL e levou algum tempo para praticar com Sheckler. Durante 1997 a 2001, Sheckler ganhou todos os campeonatos estaduais pela CASL, e assinou com seu primeiro patrocinador, Arnette - a mesma empresa que patrocina Tony Hawk.
Sheckler se tornou profissional em 2003, depois da vitória no X Games, Gravity Games, Vans Triple Crown e o Slam City Jam. Em 2004, foi indicado a Copa do Mundo de Skate Street National Champion. No ano seguinte, ele ganhou o título novamente, junto com o AST Dew Tour Athlete of the Year. Em 2006, aos 16 anos Sheckler ganhou o Global Assault, na Austrália e terminou em quinto lugar no Pro Tampa, na Flórida.
Em maio de 2009, Sheckler lançou sua nova linha de roupas, RS, que é vendido nas lojas J.C. Penney.

### Patrocínio
Spitfire Wheels
Volcom
Red Bull
Etnies Shoes
Plan B
Oakley
Nixon
Independent Trucks
Kicker Car Audio
Power Balance
Grizzly Griptape
Ethika
Panasonic
Sony
Axe
Rivol
CCS

### Fundação
- Ryan Sheckler foundation

### Histórico de vitórias
2003
- Gravity Games - 1º lugar (street)
- Slam City Jam - 1º lugar (street)
- United States Skateboarding Championships - 3º lugar (street)
- Vans Triple Crown - 1º lugar (street)
- X Games 2003 - 1º Lugar (park)
- World Cup of Skateboarding - 1º lugar (street)

2004
- Gravity Games - 3º lugar (street)
- United States Skateboarding Championships - 1º lugar (street)
- Vans Triple Crown - evento Vancouver; 3º lugar (street)
- Vans Triple Crown - evento Cleveland; 3º lugar (street)
- World Cup of Skateboarding - 2º lugar (street)

2005
- AST Dew Tour - evento Louisville; 1º lugar (park)
- AST Dew Tour - evento Denver; 1º lugar (park)
- AST Dew Tour - evento Portland; 2º lugar (park)
- AST Dew Tour - evento San Jose; 1º lugar (park)
- AST Dew Tour - evento Orlando; 3º lugar (park)
- AST Dew Tour - 1º lugar (park)
- Globe World Cup - evento Melbourne; 2º lugar (street)
- World Championship of Skateboarding - 3º lugar (street)

2006
- Tampa Pro - Florida, 1º lugar (street), Grande Slam
- AST Dew Tour - evento Louisville; 1º lugar (park)
- AST Dew Tour - evento Denver; 4º lugar(park)
- AST Dew Tour - evento Portland; 1º lugar (park)
- AST Dew Tour - evento San Jose, Califórnia; 1º lugar (park)
- AST Dew Tour - evento Orlando; 2º lugar (park)
- AST Dew Tour - 1º lugar (park)
- X Games - evento Los Angeles; 2º lugar (park)
- Globe World Cup - evento Melbourne; 1º lugar (street)

2008
- Thrasher Magazine's Bust or Bail Competition
- X Games - 1º lugar (skate street)

2010
- X Games 2010 - 1º Lugar (skate street)

Ryan Shacker teve uma participação no filme [Grind Manobras Radicais] 2003.
E também atuou no filme O Fada do Dente que estreou no Brasil no dia 22 de Janeiro de 2010.
2011
- X Games 2011 - 3º Lugar (skate street)

2012
- X Games 2012 - 2º Lugar (skate street)
- Street League 3ª Etapa (Glendale AZ.) - 3º Colocado (street)[2][3][4]